# 南中条インターチェンジ
南中条インターチェンジ（みなみちゅうじょうインターチェンジ）は、石川県河北郡津幡町にある国道8号（国道159号と重複）津幡バイパスのインターチェンジ。

## 概要
- フルインターチェンジである。

## 道路
- 国道8号（国道159号と重複）津幡バイパス

## 接続する道路
- 石川県道216号南中条津幡停車場線

※国道側の案内表示には一切示されてない。

## 周辺
- IRいしかわ鉄道線/JR七尾線津幡駅
- 津幡町立津幡南中学校
- 津幡町文化会館シグナス
- アル・プラザ津幡

## 隣
国道8号（国道159号） 津幡バイパス
中須加IC - 南中条IC - 太田IC